# Envy (táo)
Envy là nhãn hiệu đã đăng ký nhãn hiệu của giống táo Scilate. Scilate là kết quả của sự lai tạo giữa Royal Gala và Braeburn. Nó được trồng tại New Zealand bởi HortResearch, đã được nộp bằng sáng chế vào năm 2008 và được cấp bằng sáng chế vào năm 2009.
Táo Envy có màu đỏ chủ yếu với những đốm vàng. Vỏ khá dày và dai. Thịt quả màu vàng nhạt. Nó là một loại táo ngọt với axit thấp và có vị hơi hoa.
Việc phân phối táo Envy ở Bắc Mỹ bắt đầu vào năm 2009 thông qua Tập đoàn Oppenheimer, và ENZA (Ban Tiếp thị táo và lê New Zealand) bắt đầu có số lượng thương mại nhỏ vào năm 2012 tại bang Washington. Tại Washington, sản lượng trái cây đã vượt qua 100.000 thùng trong năm 2014. Các công ty dự kiến sẽ thu hoạch 2 triệu thùng trái cây vào năm 2020.
Táo Envy đang được trồng theo giấy phép ở New Zealand, Úc, Washington (tiểu bang Hoa Kỳ) và Chile. Các cuộc thử nghiệm thực địa cũng đang được thực hiện ở Anh, Pháp và trồng trọt hữu cơ ở Ý.